# Five Stars Digital Agency
Five Stars Digital Agency este o companie din Republica Moldova specializată în marketing digital și dezvoltare web. Fondată în 2011 la Chișinău, agenția este cunoscută pentru participarea în programe internaționale de digitalizare a afacerilor și pentru colaborarea cu branduri tehnologice și industriale de nivel global.
Istoric
Compania a fost înființată la 12 august 2011 de către Sergiu Tripac. Inițial, activitatea principală era orientată spre designul web și dezvoltarea de site-uri. Potrivit EuroPages, până în 2016 agenția a realizat sute de proiecte pentru clienți din Moldova și din străinătate.
Începând cu anul 2016, compania și-a diversificat serviciile, incluzând optimizarea pentru motoarele de căutare (SEO), SMM, precum și publicitate plătită în Google Ads. În 2018, a obținut statutul de partener oficial Google, iar în 2025 — statutul de Google Premier Partner.
Din 2020, Five Stars este partener de afaceri al platformei CRM Bitrix24, iar în 2022 a fost acreditată de Banca Europeană pentru Reconstrucție și Dezvoltare (BERD), ceea ce i-a permis participarea la programe de granturi pentru digitalizarea afacerilor.
Agenția a colaborat și cu Programul Națiunilor Unite pentru Dezvoltare (UNDP Moldova) în proiecte de transformare digitală a întreprinderilor de producție.
Servicii
Crearea și dezvoltarea de site-uri web
Optimizare pentru motoarele de căutare (SEO)
Publicitate PPC prin Google Ads
Marketing în rețele sociale (Facebook, Instagram, TikTok)
Analiză web
Implementare CRM Bitrix24
Branding și crearea identității vizuale
Relevanță și contribuții în domeniu
Five Stars Digital Agency apare în clasamente și directoare profesionale, precum Clutch.co și DesignRush.
Compania a participat la digitalizarea întreprinderilor în cadrul programelor internaționale de granturi, fapt confirmat de publicațiile BERD și UNDP.
În 2021, agenția a fost inclusă în top 3 al clasamentului Notorium Trademark Awards.
Apariții în mass-media
Activitatea și comentariile reprezentanților companiei au fost publicate în mass-media din Republica Moldova, inclusiv point.md, stiri.md, pavelzingan.md și Unimedia.
Note
1. ↑  EuroPages — profilul companiei
2. ↑  Google Partners — profilul agenției
3. ↑  Știrea despre obținerea statutului de Google Premier Partner
4. ↑  Partener de afaceri Bitrix24
5. 1 2  BERD — Moldova
6. 1 2  UNDP — Moldova
7. ↑  Clutch.co — profilul agenției
8. ↑  DesignRush — profilul agenției
9. ↑  Notorium Trademark Awards 2021
10. ↑  Interviu pe point.md
11. ↑  Material analitic stiri.md
12. ↑  Interviu pe pavelzingan.md
13. ↑  Știrea despre obținerea statutului de Google Premier Partner

Legături externe
Site oficial
Facebook
Instagram
LinkedIn
TikTok